# كارل برنهارد فون ترينيوس
كارل برنهارد فون ترينيوس (1778-1844) (بالإنجليزية: Carl Bernhard von Trinius)‏ هو عالم نبات ألماني.
سمي الجنس النباتي الترينية (الاسم العلمي: Trinia) من قبل عالم النبات الألماني جورغ فرانز هوفمان في عام 1814 تكريما له.